# José María Eguren y Santiago
José María Eguren y Santiago (siglo XIX-Madrid, 17 de noviembre de 1878) fue un historiador y periodista español.

## Biografía
Nació en la primera mitad del siglo XIX. Como periodista, trabajó de redactor de La España y de colaborador del Semanario Pintoresco Español y otras revistas. Fue autor de una Memoria descriptiva de los códices notables conservados en los archivos eclesiásticos de España, premiada en el concurso público de bibliografía organizado por la Biblioteca Nacional en 1859 e impresa a expensas del gobierno, y también de una Historia del Colégio imperial de jesuitas de Madrid, así como de varios folletos sobre artes y monumentos de la corte. Falleció en Madrid en 1878.